# A-8058

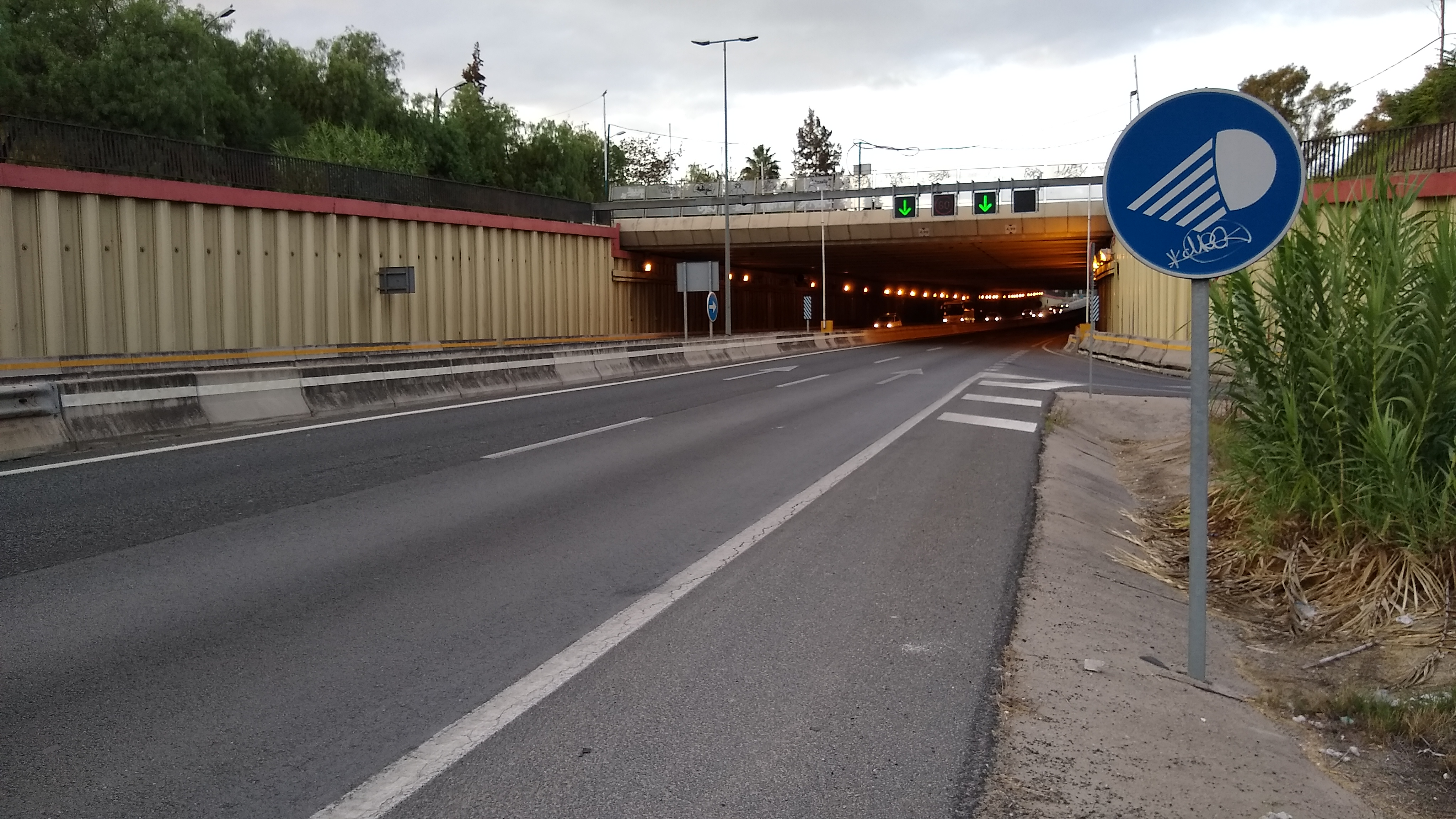
Túnel de la autovía A-8058.

La A-8058 es una vía de la Red Complementaria Metropolitana de Carreteras de Andalucía. Parte de la vía es autovía (1 km aprox.), carretera de doble calzada (8 km) y carretera de doble sentido (3 km).
En su inicio desde la SE-30 es autovía, cruza el túnel de San Juan y finaliza la autovía cuando llega al final del túnel, aproximadamente cuando llega a una rotonda. Después continúa en carretera de doble calzada con intersecciones al mismo nivel, rotondas y una mediana ajardinada. Cuando llega a Coria del Río se convierte en carretera de doble sentido hasta su final en La Puebla del Río.
Es una vía que soporta gran parte del tráfico de la zona del Aljarafe, así como la vía articulante de las poblaciones de la zona sur de esta comarca hacia y desde Sevilla.

## Salidas

### Tramo Sevilla-Coria
| Velocidad | Esquema | Salida | Sentido Sevilla (descendente)                                                  | Sentido La Puebla (ascendente)                              | Carretera   | Notas |
| --------- | ------- | ------ | ------------------------------------------------------------------------------ | ----------------------------------------------------------- | ----------- | ----- |
|           |         |        | E-5 A-4 Cádiz E-1 A-49 Huelva A-92 Antequera E-803 A-66 Mérida E-5 A-4 Córdoba | Mairena del Aljarafe Gelves Coria del Río La Puebla del Río | E-803 SE-30 |       |
|           |         | 0A     | Tomares Centro Comercial                                                       | Tomares Centro Comercial                                    |             |       |
|           |         |        |                                                                                | Guardia Civil Centro Comercial                              |             |       |
|           |         | 0B     |                                                                                | San Juan de Aznalfarache Mairena del Aljarafe               | A-8057      |       |
|           |         |        | Túnel                                                                          | Túnel                                                       |             |       |
|           |         |        | Inicio de la Autovía                                                           | Fin de la Autovía                                           |             |       |
|           |         |        | San Juan de Aznalfarache Urb. Simón Verde                                      | San Juan de Aznalfarache Urb. Simón Verde                   |             |       |
|           |         |        | Parque Comercial Alavera                                                       | Urbanización                                                |             |       |
|           |         |        | Puerto de Gelves Gelves                                                        | Puerto de Gelves Gelves                                     |             |       |
|           |         |        |                                                                                | Gelves                                                      |             |       |
|           |         |        | Travesía de Gelves                                                             | Travesía de Gelves                                          |             |       |
|           |         |        | Gelves (sur)                                                                   |                                                             |             |       |
|           |         |        | Urb. Simón Verde Mairena del Aljarafe                                          | Urb. Simón Verde Mairena del Aljarafe                       |             |       |
|           |         |        | Área de Servicio                                                               |                                                             |             |       |
|           |         |        | Palomares del Río                                                              | Palomares del Río                                           | A-8051      |       |
|           |         |        | Gelves San Juan de Aznalfarache                                                | La Puebla del Río                                           |             |       |

### Tramo Coria-La Puebla
| Velocidad | Esquema | Derecha                      | Izquierda           | Carretera | Notas |
| --------- | ------- | ---------------------------- | ------------------- | --------- | ----- |
|           |         | Palomares del Río            | Coria del Río       | A-8051    |       |
|           |         | Polígono industrial          |                     |           |       |
|           |         |                              | Coria del Río       |           |       |
|           |         | Polígono industrial          | Polígono industrial |           |       |
|           |         | Almensilla Urb. Los Naranjos | Coria del Río       | A-8052    |       |
|           |         |                              | Coria del Río       |           |       |
|           |         | Dehesa del Rey               | Coria del Río       |           |       |
|           |         | La Carchena                  | La Carchena         |           |       |
|           |         |                              | Coria del Río       |           |       |
|           |         | La Puebla del Río            | La Puebla del Río   |           |       |

## Poblaciones que atraviesa
- San Juan de Aznalfarache
- Gelves
- Coria del Río
- La Puebla del Río

## Conexiones
- SE-30   E-803
- A-8057
- A-8051